# Liste der Kulturdenkmale in Reinholdshain (Glauchau)
Die Liste der Kulturdenkmale in Reinholdshain (Glauchau) enthält die in der amtlichen Denkmalliste des Landesamtes für Denkmalpflege Sachsen ausgewiesenen Kulturdenkmale im Glauchauer Ortsteil Reinholdshain. Die Anmerkungen sind zu beachten.

## Legende
- Bild: Bild des Kulturdenkmals, ggf. zusätzlich mit einem Link zu weiteren Fotos des Kulturdenkmals im Medienarchiv Wikimedia Commons. Wenn man auf das Kamerasymbol klickt, können Fotos zu Kulturdenkmalen aus dieser Liste hochgeladen werden:
- Bezeichnung: Denkmalgeschützte Objekte und ggf. Bauwerksname des Kulturdenkmals
- Lage: Straßenname und Hausnummer oder Flurstücknummer des Kulturdenkmals. Die Grundsortierung der Liste erfolgt nach dieser Adresse. Der Link (Karte) führt zu verschiedenen Kartendiensten mit der Position des Kulturdenkmals. Fehlt dieser Link, wurden die Koordinaten noch nicht eingetragen. Sind diese bekannt, können sie über ein Tool mit einer Kartenansicht einfach nachgetragen werden. In dieser Kartenansicht sind Kulturdenkmale ohne Koordinaten mit einem roten bzw. orangen Marker dargestellt und können durch Verschieben auf die richtige Position in der Karte mit Koordinaten versehen werden. Kulturdenkmale ohne Bild sind an einem blauen bzw. roten Marker erkennbar.
- Datierung: Baubeginn, Fertigstellung, Datum der Erstnennung oder grobe zeitliche Einordnung entsprechend des Eintrags in der sächsischen Denkmaldatenbank
- Beschreibung: Kurzcharakteristik des Kulturdenkmals entsprechend des Eintrags in der sächsischen Denkmaldatenbank, ggf. ergänzt durch die dort nur selten veröffentlichten Erfassungstexte oder zusätzliche Informationen
- ID: Vom Landesamt für Denkmalpflege Sachsen vergebene, das Kulturdenkmal eindeutig identifizierende Objekt-Nummer. Der Link führt zum PDF-Denkmaldokument des Landesamtes für Denkmalpflege Sachsen. Bei ehemaligen Kulturdenkmalen können die Objektnummern unbekannt sein und deshalb fehlen bzw. die Links von aus der Datenbank entfernten Objektnummern ins Leere führen. Ein ggf. vorhandenes Icon  führt zu den Angaben des Kulturdenkmals bei Wikidata.

## Reinholdshain
| Bild                                    | Bezeichnung                                                                                                 | Lage                           | Datierung                 | Beschreibung | ID       |
| --------------------------------------- | --- | ------------------------------ | ------------------------- | --- | -------- |
| Weitere Bilder                          | Sachgesamtheitsbestandteil der Sachgesamtheit Muldentalbahn, Teilabschnitt Glauchau, OT Reinholdshain       | Am Relsner Eck (Karte)         | 1875                      | Sachgesamtheitsbestandteil der Sachgesamtheit Muldentalbahn (ID-Nr. 09306181), Teilabschnitt Glauchau, OT Reinholdshain mit den Sachgesamtheitsteilen: Bahnkörper, Kilometrierung, Signalanlagen und Eisenbahnbrücke (Wangen Gneis, Auflager Beton). | 09306165 |
|                                         | Vierseithof mit Wohnstallhaus, Seitengebäude (mit Oberlaube), Stallgebäude und Scheune sowie Hofpflasterung | Am Relsner Eck 15 (Karte)      | bezeichnet 1842           | Baugeschichtlich und wirtschaftsgeschichtlich von Bedeutung, geschlossen erhaltene Hofanlage, sehr gut erhaltener Bauernhof mit schönen Gebäuden, Wirtschaftsgebäude mit Oberlaube von Seltenheitswert. Prachtvolle Hofanlage, - Wohnhaus: Türgewände datiert mit Schlussstein, Mansarddach, böhmische Kappen im Stall, - Seitengebäude: Mit siebenjochiger Oberlaube, Satteldach, Stall, - Stall: Ehemals Wohnhaus, Pferdestall mit dreibogiger Kumthalle, - Scheune: Rückseitiger Anbau, Sehr gut erhaltener Hof mit schönen Gebäuden. | 09242313 |
|                                         | Wohnstallhaus und Scheune eines Zweiseithofes                                                               | Audörfel 7 (Karte)             | 2. Hälfte 19. Jahrhundert | Baugeschichtlich und wirtschaftsgeschichtlich von Bedeutung, Fachwerkbauten. Bei beiden Gebäuden nachträgliche Anbauten, beide Kniestock. | 09242305 |
| Direkt Bild zu diesem Denkmal hochladen | Seitengebäude eines Bauernhofes                                                                             | Ebersbacher Straße 9 (Karte)   | um 1800                   | Baugeschichtlich von Bedeutung, mit Fachwerk-Obergeschoss. Fachwerk Obergeschoss, Garageneinbau. | 09242306 |
| Direkt Bild zu diesem Denkmal hochladen | Häuslerhaus                                                                                                 | Ebersbacher Straße 10 (Karte)  | 18. Jahrhundert           | Baugeschichtlich und sozialgeschichtlich von Bedeutung, Fachwerkhaus. Fachwerk Obergeschoss, Streben gezapft, breite Abstände der Ständer, Schiffchenkehlen in Füllhölzern. | 09242307 |
| Direkt Bild zu diesem Denkmal hochladen | Wohnstallhaus und Scheune eines Dreiseithofes                                                               | Ebersbacher Straße 15 (Karte)  | bezeichnet 1828           | Baugeschichtlich und wirtschaftsgeschichtlich von Bedeutung, Fachwerkgebäude. | 09242308 |
| Direkt Bild zu diesem Denkmal hochladen | Wohnstallhaus eines Dreiseithofes                                                                           | Ebersbacher Straße 17 (Karte)  | um 1790                   | Baugeschichtlich von Bedeutung, mit Fachwerk-Obergeschoss. | 09242309 |
| Direkt Bild zu diesem Denkmal hochladen | Seitengebäude und Scheune eines ehemaligen Vierseithofes                                                    | Ebersbacher Straße 21 (Karte)  | um 1800                   | Baugeschichtlich und wirtschaftsgeschichtlich von Bedeutung, in Fachwerkbauweise. Scheune mit Kniestock, beide Seitengebäude mit Stall, aber unterschiedliche Entstehungszeit, ein Seitengebäude (Nummer 21a) durch Einfamilienhaus-Neubau vor 2010 ersetzt. | 09242310 |
| Direkt Bild zu diesem Denkmal hochladen | Wohnstallhaus, Seitengebäude und Scheune eines Vierseithofes                                                | Obere Straße 2 (Karte)         | 18. Jahrhundert           | Baugeschichtlich und wirtschaftsgeschichtlich von Bedeutung, Ensemble von Fachwerkbauten, Scheune mit altertümlicher Fachwerkkonstruktion (Kopfstreben). Seitengebäude mit Durchfahrt, Scheune datiert an Wand, geblattete Kopfbänder, gezapfte Streben gekreuzt, Kellerzugang an Traufseite Wohnstallhaus Anbau. | 09242314 |
| Direkt Bild zu diesem Denkmal hochladen | Wohnstallhaus, Stallgebäude, Scheune und Seitengebäude sowie drei Torbögen eines Vierseithofes              | Obere Straße 3 (Karte)         | 1. Hälfte 18. Jahrhundert | Baugeschichtlich und wirtschaftsgeschichtlich von Bedeutung, Fachwerkbauten, geschlossen erhaltener Bauernhof, Wohnstallhaus mit altertümlicher Fachwerkkonstruktion (Kopfstreben). - Wohnstallhaus: Geblattete Kopfbänder, Kreuzgratgewölbe, spätere Umbauten, - Stall: Teilweise verändert, - Zweites Seitengebäude mit Stall und Scheune: Flache Kreuzgewölbe, Torbögen mit originalen Türblättern. | 09242315 |
| Direkt Bild zu diesem Denkmal hochladen | Seitengebäude und Scheune eines Vierseithofes                                                               | Obere Straße 5 (Karte)         | 1901                      | Baugeschichtlich und wirtschaftsgeschichtlich von Bedeutung, Fachwerkbauten. Seitengebäude mit Stall. | 09242316 |
| Direkt Bild zu diesem Denkmal hochladen | Scheune und Stallgebäude eines Dreiseithofes                                                                | Obere Straße 8 (Karte)         | Anfang 19. Jahrhundert    | Baugeschichtlich und wirtschaftsgeschichtlich von Bedeutung, Fachwerkbauten. | 09242317 |
| Direkt Bild zu diesem Denkmal hochladen | Wohnstallhaus eines Häusleranwesens                                                                         | Obere Straße 11 (Karte)        | um 1800                   | Baugeschichtlich und sozialgeschichtlich von Bedeutung, mit Fachwerk-Obergeschoss, Erdgeschoss massiv. | 09242319 |
| Direkt Bild zu diesem Denkmal hochladen | Wohnstallhaus und Seitengebäude eines Bauernhofes                                                           | Oertelshainer Straße 1 (Karte) | 18. Jahrhundert           | Baugeschichtlich und wirtschaftsgeschichtlich von Bedeutung, ortsbildprägende Fachwerkbauten. Seitengebäude mit Stall und Scheune, dominierende Lage. | 09242320 |
| Direkt Bild zu diesem Denkmal hochladen | Wohnstallhaus, Stallgebäude und Scheune eines ehemaligen Vierseithofes                                      | Oertelshainer Straße 4 (Karte) | bezeichnet 1854           | Baugeschichtlich und wirtschaftsgeschichtlich von Bedeutung, Ensemble von Fachwerkbauten, landschaftstypischer Bauernhof mit ortsbildprägender Bedeutung. Wohnhaus: Erdgeschoss massiv unterfahren, Obergeschoss Fachwerk. | 09242321 |
| Direkt Bild zu diesem Denkmal hochladen | Wohnstallhaus und Seitengebäude (mit Oberlaube) eines Vierseithofes                                         | Ringstraße 13 (Karte)          | um 1800                   | Baugeschichtlich und wirtschaftsgeschichtlich von Bedeutung, Fachwerkgebäude, darunter Seitengebäude mit seltener Oberlaube. Wohnhaus: beide Giebel massiv, Seitengebäude: mit siebenjochiger Oberlaube, Stall, gezapfte Knaggen. | 09242322 |
| Direkt Bild zu diesem Denkmal hochladen | Stallgebäude eines Vierseithofes                                                                            | Ringstraße 17 (Karte)          | Ende 19. Jahrhundert      | Baugeschichtlich von Bedeutung, mit Fachwerk-Obergeschoss. | 09242323 |
| Direkt Bild zu diesem Denkmal hochladen | Wohnstallhaus und zwei Seitengebäude eines Bauernhofes                                                      | Ringstraße 33 (Karte)          | um 1800                   | Baugeschichtlich und wirtschaftsgeschichtlich von Bedeutung, ein Seitengebäude mit Kumthalle. Ein Seitengebäude mit Pferdestall und Kumthalle, anderes Seitengebäude auch Stall, Wohnhaus mit flachem Kreuzgewölbe in Stall und Flur. | 09242324 |
| Direkt Bild zu diesem Denkmal hochladen | Wohnhaus | Ringstraße 35 (Karte)          | Anfang 18. Jahrhundert    | Baugeschichtlich von Bedeutung, Fachwerk-Obergeschoss mit altertümlicher Konstruktion (Kopfstreben, abgerundete Füllhölzer). Fachwerk Obergeschoss, Kopfbänder geblattet, abgerundete Füllhölzer, baulich verändert, wahrscheinlich Häuslerhaus. | 09242325 |
| Direkt Bild zu diesem Denkmal hochladen | Denkmal für die Gefallenen des Ersten Weltkrieges                                                           | Schulstraße (Karte)            |                           | Denkmal für die Gefallenen des 1. Weltkrieges; Stele mit Inschrift auf Sockel, Naturstein, ortsgeschichtlich von Bedeutung. | 09305534 |
| Direkt Bild zu diesem Denkmal hochladen | Gedenkstein für Otto Willy Gerschler                                                                        | Schulstraße (Karte)            | 1960er Jahre              | Geschichtlich von Bedeutung, Gedenkstein für den von Faschisten ermordeten Kommunisten Otto Willy Gerschler, ermordet 1930. | 09242302 |
| Weitere Bilder                          | Kirche mit Ausstattung                                                                                      | Schulstraße (Karte)            | 1506 geweiht              | Baugeschichtlich und ortsgeschichtlich von Bedeutung. Geweiht 1506, 1802 und 1894 umgebaut, Kreuzbach-Orgel von 1866, Glocken 1947 neu gegossen, Dachreiter in Mitte des Daches, Empore Holz bemalt, mit Kelch, großer Glocke und zwei weiteren Glocken, barocker Altar, Kelch um 1500, große Glocke, mittlere und kleinere Glocke 14. Jahrhundert. | 09242303 |